# Podocarpus sellowii
Podocarpus sellowii — вид хвойних рослин родини подокарпових.

## Опис
Досягає висоти 10–15 м.

## Поширення, екологія
Країни поширення: Бразилія (Парана, Ріо-де-Жанейро, Ріу-Гранді-ду-Сул, Санта-Катаріна, Сан-Паулу). Має берегове поширення у південній частині Бразилії і росте в Атлантичному лісі. Залишки цього лісу розташовані в прибережних горах. Ці ліси вічнозелені субтропічні і ростуть на кислих ґрунтах, отриманих з граніту і гнейсу. P. sellowii росте на висоті від 800 м і 1800 м над рівнем моря. 

## Використання
Оскільки це невелике дерево, вид має невелике комерційне значення для деревини. Може локально використовуватися на дрова, й іноді для стовпів огорожі. Не відомо, чи є у вирощуванні.

## Загрози та охорона
Вирубка лісів для розширення сільського господарства вже знищила місця проживання цього виду. Цей вид присутній в кількох ПОТ.